# Nigilgia
Nigilgia is een geslacht van vlinders van de familie Brachodidae, uit de onderfamilie Phycodinae.

## Soorten
- N. adjectella (Walker, 1863)
- N. albitogata (Walsingham, 1891)
- N. eucallynta (Meyrick, 1937)
- N. mochlophanes (Meyrick, 1921)
- N. pseliota (Meyrick, 1920)
- N. seyrigella Viette, 1955
- N. superbella (Rebel, 1907)
- N. talhouki Diakonoff, 1983
- N. toulgoetella Viette, 1955